# قهرمانی هندبال مردان جهان ۲۰۰۷
مسابقات قهرمانی هندبال مردان جهان ۲۰۰۷ بیستمین دوره قهرمانی هندبال مردان جهان محسوب می‌شود و از ۲۹ دی تا ۱۵ بهمن ۱۳۸۵ (۱۹ ژانویه تا ۴ فوریه ۲۰۰۷) برای ششمین بار در کشور آلمان برگزار شد. در بازی پایانی، میزبان با پیروزی ۲۹–۲۴ برابر لهستان، برای سومین بار به مقام قهرمانی دست یافت. هم چنین، دانمارک با پیروزی ۳۴–۲۷ برابر فرانسه به مقام سوم دست پیدا کرد.

## تیم‌های انتخاب شده
آلمان به عنوان میزبان و اسپانیا به عنوان مدافع قهرمانی از حضور در مرحله مقدماتی معاف شدند و به صورت مستقیم به مرحله نهایی راه یافتند. ۲۲ تیم باقی‌مانده پس از انجام مرحله مقدماتی در قاره‌های مختلف، مشخص شدند.
| مسابقه                              | تیم‌های انتخاب شده                                           |
| ----------------------------------- | ----------------------------------------------------------- |
| کشور میزبان                         | آلمان                                                       |
| قهرمان دوره قبل                     | اسپانیا                                                     |
| قهرمانی هندبال مردان آفریقا ۲۰۰۶    | آنگولا مصر مراکش تونس                                       |
| قهرمانی هندبال مردان اروپا ۲۰۰۶     | کرواسی دانمارک فرانسه                                       |
| قهرمانی هندبال مردان آسیا ۲۰۰۶      | کویت کره جنوبی قطر                                          |
| قهرمانی هندبال مردان اقیانوسیه ۲۰۰۶ | استرالیا                                                    |
| قهرمانی هندبال مردان آمریکا ۲۰۰۶    | برزیل آرژانتین گرینلند                                      |
| پلی آف اروپا                        | لهستان اوکراین نروژ جمهوری چک اسلوونی مجارستان ایسلند روسیه |

## قرعه کشی
قرعه کشی در ۲۳ تیر ۱۳۸۵ در کلن آلمان برگزار شد.

## مرحله گروهی
مرحله مقدماتی از ۲۹ دی تا ۲ بهمن در شش گروه چهار تیمی برگزار شد و دو تیم نخست هر گروه به مرحله دوم راه یافتند.

### معیار تعیین جایگاه تیم‌ها
برای تعیین جایگاه تیم‌هایی که پس از پایان مرحله گروهی، دارای امتیاز برابر باشند، ابتدا بازی رو در رو و در صورت تساوی، به ترتیب، تفاضل گل، گل زده و قرعه کشی برای تعیین جایگاه آن‌ها بررسی می‌شود.

### گروه A (وتسلار)
| تیم     | بازی | برد | مساوی | باخت | گل‌زده | گل‌خورده | تفاضل‌گل | امتیاز |
| ------- | ---- | --- | ----- | ---- | ----- | ------- | ------- | ------ |
| اسلوونی | ۳    | ۳   | ۰     | ۰    | ۱۰۲   | ۷۱      | ۳۱+     | ۶      |
| تونس    | ۳    | ۲   | ۰     | ۱    | ۹۷    | ۷۷      | ۲۰+     | ۴      |
| کویت    | ۳    | ۱   | ۰     | ۲    | ۸۵    | ۹۴      | ۹–      | ۲      |
| گرینلند | ۳    | ۰   | ۰     | ۳    | ۶۸    | ۱۱۰     | ۴۲–     | ۰      |

### گروه B (ماگدبورگ)
| تیم      | بازی | برد | مساوی | باخت | گل‌زده | گل‌خورده | تفاضل‌گل | امتیاز |
| -------- | ---- | --- | ----- | ---- | ----- | ------- | ------- | ------ |
| ایسلند   | ۳    | ۲   | ۰     | ۱    | ۱۰۶   | ۷۶      | ۳۰+     | ۴      |
| فرانسه   | ۳    | ۲   | ۰     | ۱    | ۱۰۳   | ۶۳      | ۴۰+     | ۴      |
| اوکراین  | ۳    | ۲   | ۰     | ۱    | ۹۰    | ۷۹      | ۱۱+     | ۴      |
| استرالیا | ۳    | ۰   | ۰     | ۳    | ۴۸    | ۱۲۹     | ۸۱–     | ۰      |

### گروه C (برلینوهاله)
| تیم      | بازی | برد | مساوی | باخت | گل‌زده | گل‌خورده | تفاضل‌گل | امتیاز |
| -------- | ---- | --- | ----- | ---- | ----- | ------- | ------- | ------ |
| لهستان   | ۳    | ۳   | ۰     | ۰    | ۸۷    | ۶۳      | ۲۴+     | ۶      |
| آلمان    | ۳    | ۲   | ۰     | ۱    | ۸۴    | ۶۹      | ۱۵+     | ۴      |
| آرژانتین | ۳    | ۱   | ۰     | ۲    | ۵۷    | ۸۱      | ۲۴–     | ۲      |
| برزیل    | ۳    | ۰   | ۰     | ۳    | ۶۵    | ۸۰      | ۱۵–     | ۰      |

### گروه D (برمن)
| تیم       | بازی | برد | مساوی | باخت | گل‌زده | گل‌خورده | تفاضل‌گل | امتیاز |
| --------- | ---- | --- | ----- | ---- | ----- | ------- | ------- | ------ |
| اسپانیا   | ۳    | ۳   | ۰     | ۰    | ۱۰۹   | ۷۶      | ۳۳+     | ۶      |
| جمهوری چک | ۳    | ۲   | ۰     | ۱    | ۹۷    | ۸۸      | ۹+      | ۴      |
| مصر       | ۳    | ۱   | ۰     | ۲    | ۹۴    | ۸۸      | ۶+      | ۲      |
| قطر       | ۳    | ۰   | ۰     | ۳    | ۶۵    | ۱۱۳     | ۴۸–     | ۰      |

### گروه E (کیل)
| تیم      | بازی | برد | مساوی | باخت | گل‌زده | گل‌خورده | تفاضل‌گل | امتیاز |
| -------- | ---- | --- | ----- | ---- | ----- | ------- | ------- | ------ |
| مجارستان | ۳    | ۳   | ۰     | ۰    | ۸۹    | ۸۲      | ۷+      | ۶      |
| دانمارک  | ۳    | ۲   | ۰     | ۱    | ۹۵    | ۷۵      | ۲۰+     | ۴      |
| نروژ     | ۳    | ۱   | ۰     | ۲    | ۸۸    | ۶۵      | ۲۳+     | ۲      |
| آنگولا   | ۳    | ۰   | ۰     | ۳    | ۶۴    | ۱۱۴     | ۵۰–     | ۰      |

### گروه F (اشتوتگارت)
| تیم       | بازی | برد | مساوی | باخت | گل‌زده | گل‌خورده | تفاضل‌گل | امتیاز |
| --------- | ---- | --- | ----- | ---- | ----- | ------- | ------- | ------ |
| کرواسی    | ۳    | ۳   | ۰     | ۰    | ۱۰۸   | ۷۲      | ۳۶+     | ۶      |
| روسیه     | ۳    | ۱   | ۱     | ۱    | ۹۴    | ۸۳      | ۱۱+     | ۳      |
| کره جنوبی | ۳    | ۱   | ۱     | ۱    | ۸۷    | ۹۲      | ۵–      | ۳      |
| مراکش     | ۳    | ۰   | ۰     | ۳    | ۶۰    | ۱۰۲     | ۴۲–     | ۰      |

## مرحله دوم
مسابقات این مرحله از ۴ تا ۸ بهمن در دو گروه شش تیمی برگزار شد. در گروه اول، دو تیم برتر گروه‌های A و B و C و در گروه دوم، دو تیم برتر گروه‌های D و E و F قرار گرفتند. نتیجه بازیهای مقابل تیم‌هایی که در مرحله مقدماتی با یکدیگر همگروه بودند، در جدول این مرحله لحاظ شد. چهار تیم برتر هر گروه، به مرحله حذفی صعود کردند.

### گروه I (دورتموندوهاله)
| تیم     | بازی | برد | مساوی | باخت | گل‌زده | گل‌خورده | تفاضل‌گل | امتیاز |
| ------- | ---- | --- | ----- | ---- | ----- | ------- | ------- | ------ |
| لهستان  | ۵    | ۴   | ۰     | ۱    | ۱۶۲   | ۱۴۷     | ۱۵+     | ۸      |
| آلمان   | ۵    | ۴   | ۰     | ۱    | ۱۵۷   | ۱۳۸     | ۱۹+     | ۸      |
| ایسلند  | ۵    | ۳   | ۰     | ۲    | ۱۶۱   | ۱۵۳     | ۸+      | ۶      |
| فرانسه  | ۵    | ۳   | ۰     | ۲    | ۱۴۲   | ۱۲۸     | ۱۴+     | ۶      |
| اسلوونی | ۵    | ۱   | ۰     | ۴    | ۱۴۰   | ۱۶۵     | ۲۵–     | ۲      |
| تونس    | ۵    | ۰   | ۰     | ۵    | ۱۴۲   | ۱۷۳     | ۳۱–     | ۰      |

### گروه II (مانهایم)
| تیم       | بازی | برد | مساوی | باخت | گل‌زده | گل‌خورده | تفاضل‌گل | امتیاز |
| --------- | ---- | --- | ----- | ---- | ----- | ------- | ------- | ------ |
| کرواسی    | ۵    | ۵   | ۰     | ۰    | ۱۴۵   | ۱۲۸     | ۱۷+     | ۱۰     |
| دانمارک   | ۵    | ۳   | ۰     | ۲    | ۱۴۱   | ۱۳۴     | ۷+      | ۶      |
| اسپانیا   | ۵    | ۳   | ۰     | ۲    | ۱۵۲   | ۱۴۵     | ۷+      | ۶      |
| روسیه     | ۵    | ۲   | ۰     | ۳    | ۱۳۶   | ۱۴۲     | ۶–      | ۴      |
| مجارستان  | ۵    | ۲   | ۰     | ۳    | ۱۳۲   | ۱۳۸     | ۶–      | ۴      |
| جمهوری چک | ۵    | ۰   | ۰     | ۵    | ۱۳۸   | ۱۵۷     | ۱۹–     | ۰      |

## جام ریاست
مرحله گروهی جام ریاست، از ۴ تا ۷ بهمن برگزار شد.

### گروه I (لمگو)
| تیم      | بازی | برد | مساوی | باخت | گل‌زده | گل‌خورده | تفاضل‌گل | امتیاز |
| -------- | ---- | --- | ----- | ---- | ----- | ------- | ------- | ------ |
| اوکراین  | ۲    | ۲   | ۰     | ۰    | ۵۶    | ۴۵      | ۱۱+     | ۴      |
| آرژانتین | ۲    | ۱   | ۰     | ۱    | ۵۰    | ۴۸      | ۲+      | ۲      |
| کویت     | ۲    | ۰   | ۰     | ۲    | ۴۸    | ۶۱      | ۱۳–     | ۰      |

### گروه II (لمگو)
| تیم       | بازی | برد | مساوی | باخت | گل‌زده | گل‌خورده | تفاضل‌گل | امتیاز |
| --------- | ---- | --- | ----- | ---- | ----- | ------- | ------- | ------ |
| نروژ      | ۲    | ۲   | ۰     | ۰    | ۶۱    | ۵۰      | ۱۱+     | ۴      |
| کره جنوبی | ۲    | ۱   | ۰     | ۱    | ۶۸    | ۶۴      | ۴+      | ۲      |
| مصر       | ۲    | ۰   | ۰     | ۲    | ۴۸    | ۶۳      | ۱۵–     | ۰      |

### گروه III (دورتموندوهاله)
| تیم      | بازی | برد | مساوی | باخت | گل‌زده | گل‌خورده | تفاضل‌گل | امتیاز |
| -------- | ---- | --- | ----- | ---- | ----- | ------- | ------- | ------ |
| برزیل    | ۲    | ۲   | ۰     | ۰    | ۶۳    | ۵۳      | ۱۰+     | ۴      |
| گرینلند  | ۲    | ۱   | ۰     | ۱    | ۶۴    | ۵۸      | ۶+      | ۲      |
| استرالیا | ۲    | ۰   | ۰     | ۲    | ۴۸    | ۶۴      | ۱۶–     | ۰      |

### گروه IV (دورتموندوهاله)
| تیم    | بازی | برد | مساوی | باخت | گل‌زده | گل‌خورده | تفاضل‌گل | امتیاز |
| ------ | ---- | --- | ----- | ---- | ----- | ------- | ------- | ------ |
| مراکش  | ۲    | ۲   | ۰     | ۰    | ۷۶    | ۵۵      | ۲۱+     | ۴      |
| آنگولا | ۲    | ۱   | ۰     | ۱    | ۶۱    | ۵۹      | ۲+      | ۲      |
| قطر    | ۲    | ۰   | ۰     | ۲    | ۵۴    | ۷۷      | ۲۳–     | ۰      |

### بازی‌های رده‌بندی ۹ ام تا ۲۴ ام

#### مقام ۲۳ ام
| ۸ بهمن ۱۳۸۵ ۱۳:۰۰ | استرالیا | ۲۲–۳۶ | قطر | وستفالن هالن، دورتموند |
| ۸ بهمن ۱۳۸۵ ۱۳:۰۰ | گزارش    |       |     | وستفالن هالن، دورتموند |
| ۸ بهمن ۱۳۸۵ ۱۳:۰۰ |          |       |     | وستفالن هالن، دورتموند |

#### مقام ۲۱ ام
| ۸ بهمن ۱۳۸۵ ۱۷:۳۰ | گرینلند | ۲۸–۲۹ | آنگولا | وستفالن هالن، دورتموند |
| ۸ بهمن ۱۳۸۵ ۱۷:۳۰ | گزارش   |       |        | وستفالن هالن، دورتموند |
| ۸ بهمن ۱۳۸۵ ۱۷:۳۰ |         |       |        | وستفالن هالن، دورتموند |

#### مقام ۱۹ ام
| ۸ بهمن ۱۳۸۵ ۲۰:۰۰ | برزیل | ۳۶–۲۹ | مراکش | وستفالن هالن، دورتموند |
| ۸ بهمن ۱۳۸۵ ۲۰:۰۰ | گزارش |       |       | وستفالن هالن، دورتموند |
| ۸ بهمن ۱۳۸۵ ۲۰:۰۰ |       |       |       | وستفالن هالن، دورتموند |

#### مقام ۱۷ ام
| ۸ بهمن ۱۳۸۵ ۱۳:۰۰ | کویت  | ۲۲–۲۶ | مصر | لیپرلندهال، لمگو |
| ۸ بهمن ۱۳۸۵ ۱۳:۰۰ | گزارش |       |     | لیپرلندهال، لمگو |
| ۸ بهمن ۱۳۸۵ ۱۳:۰۰ |       |       |     | لیپرلندهال، لمگو |

#### مقام ۱۵ ام
| ۸ بهمن ۱۳۸۵ ۱۵:۳۰ | کرهٔ جنوبی | ۴۴–۳۱ | آرژانتین | لیپرلندهال، لمگو |
| ۸ بهمن ۱۳۸۵ ۱۵:۳۰ | گزارش     |       |          | لیپرلندهال، لمگو |
| ۸ بهمن ۱۳۸۵ ۱۵:۳۰ |           |       |          | لیپرلندهال، لمگو |

#### مقام ۱۳ ام
| ۸ بهمن ۱۳۸۵ ۱۸:۰۰ | اوکراین | ۲۲–۳۲ | نروژ | لیپرلندهال، لمگو |
| ۸ بهمن ۱۳۸۵ ۱۸:۰۰ | گزارش   |       |      | لیپرلندهال، لمگو |
| ۸ بهمن ۱۳۸۵ ۱۸:۰۰ |         |       |      | لیپرلندهال، لمگو |

#### مقام ۱۱ ام
| ۱۰ بهمن ۱۳۸۵ ۱۵:۰۰ | تونس  | ۲۵–۲۱ | چک | لنکسس آرنا، کلن |
| ۱۰ بهمن ۱۳۸۵ ۱۵:۰۰ | گزارش |       |    | لنکسس آرنا، کلن |
| ۱۰ بهمن ۱۳۸۵ ۱۵:۰۰ |       |       |    | لنکسس آرنا، کلن |

#### مقام ۹ ام
| ۱۰ بهمن ۱۳۸۵ ۱۵:۰۰ | اسلوونی | ۳۳–۳۴ | مجارستان | کالر لاین آرنا، هامبورگ |
| ۱۰ بهمن ۱۳۸۵ ۱۵:۰۰ | گزارش   |       |          | کالر لاین آرنا، هامبورگ |
| ۱۰ بهمن ۱۳۸۵ ۱۵:۰۰ |         |       |          | کالر لاین آرنا، هامبورگ |

## مرحله نهایی
|  | یک چهارم نهایی      | یک چهارم نهایی    |                    |         | نیمه نهایی | نیمه نهایی |  |  | نهایی         | نهایی |
|  |                     |                   |                    |         |            |            |  |  |               |       |
|  | ۱۰ بهمن – کلن       |                   |                    |         |            |            |  |  |               |       |
|  |                     |                   |                    |         |            |            |  |  |               |       |
|  | اسپانیا             | ۲۵                |                    |         |            |            |  |  |               |       |
|  | اسپانیا             | ۲۵                | ۱۲ بهمن – کلن      |         |            |            |  |  |               |       |
|  | آلمان               | ۲۷                |                    |         |            |            |  |  |               |       |
|  | آلمان               | ۲۷                | آلمان (وقت اضافه)  | ۳۲      |            |            |  |  |               |       |
|  | ۱۰ بهمن – کلن       |                   | آلمان (وقت اضافه)  | ۳۲      |            |            |  |  |               |       |
|  |                     | فرانسه            | ۳۱                 |         |            |            |  |  |               |       |
|  | کرواسی              | فرانسه            | ۳۱                 | ۱۸      |            |            |  |  |               |       |
|  | کرواسی              |                   | ۱۵ بهمن – کلن      | ۱۸      |            |            |  |  |               |       |
|  | فرانسه              | ۲۱                |                    |         |            |            |  |  |               |       |
|  | فرانسه              | ۲۱                | آلمان              | ۲۹      |            |            |  |  |               |       |
|  | ۱۰ بهمن – هامبورگ   |                   | آلمان              | ۲۹      |            |            |  |  |               |       |
|  |                     | لهستان            | ۲۴                 |         |            |            |  |  |               |       |
|  | لهستان              | لهستان            | ۲۴                 | ۲۸      |            |            |  |  |               |       |
|  | لهستان              | ۱۲ بهمن – هامبورگ |                    | ۲۸      |            |            |  |  |               |       |
|  | روسیه               | ۲۷                |                    |         |            |            |  |  |               |       |
|  | روسیه               | ۲۷                | لهستان (وقت اضافه) | ۳۶      | مکان سوم   | مکان سوم   |  |  |               |       |
|  | ۱۰ بهمن – هامبورگ   |                   | لهستان (وقت اضافه) | ۳۶      | مکان سوم   | مکان سوم   |  |  |               |       |
|  |                     | دانمارک           | ۳۳                 |         |            |            |  |  |               |       |
|  | ایسلند              | دانمارک           | ۳۳                 | ۴۱      | فرانسه     | ۲۷         |  |  |               |       |
|  | ایسلند              |                   |                    | ۴۱      | فرانسه     | ۲۷         |  |  |               |       |
|  | دانمارک (وقت اضافه) | ۴۲                |                    | دانمارک | ۳۴         |            |  |  |               |       |
|  | دانمارک (وقت اضافه) | ۴۲                |                    |         | ۳۴         |            |  |  |               |       |
|  |                     |                   |                    |         |            |            |  |  | ۱۵ بهمن – کلن |       |
|  |                     |                   |                    |         |            |            |  |  |               |       |

### رده‌بندی ۵ ام تا ۸ ام
|  | نیمه نهایی        | نیمه نهایی        |    |               | نهایی         | نهایی |  |
|  |                   |                   |    |               |               |       |  |
|  | ۱۲ بهمن – کلن     |                   |    |               |               |       |  |
|  | اسپانیا           | ۲۷                |    |               |               |       |  |
|  | کرواسی            | ۳۵                |    |               |               |       |  |
|  |                   |                   |    |               |               |       |  |
|  |                   |                   |    |               | ۱۴ بهمن – کلن |       |  |
|  |                   |                   |    |               | کرواسی        | ۳۴    |  |
|  |                   | روسیه             | ۲۵ |               |               |       |  |
|  |                   |                   |    |               |               |       |  |
|  |                   |                   |    |               |               |       |  |
|  |                   |                   |    |               | رده‌بندی       |       |  |
|  | ۱۲ بهمن – هامبورگ | ۱۲ بهمن – هامبورگ |    | ۱۴ بهمن – کلن | ۱۴ بهمن – کلن |       |  |
|  | روسیه             | ۲۸                |    | اسپانیا       | ۴۰            |       |  |
|  | ایسلند            | ۲۵                |    |               | ایسلند        | ۳۶    |  |

### مقام ۷ ام
| ۱۴ بهمن ۱۳۸۵ ۱۴:۰۰ | اسپانیا | ۴۰–۳۶ | ایسلند | لنکسس آرنا، کلن |
| ۱۴ بهمن ۱۳۸۵ ۱۴:۰۰ | گزارش   |       |        | لنکسس آرنا، کلن |
| ۱۴ بهمن ۱۳۸۵ ۱۴:۰۰ |         |       |        | لنکسس آرنا، کلن |

### مقام ۵ ام
| ۱۴ بهمن ۱۳۸۵ ۱۶:۳۰ | کرواسی | ۳۴–۲۵ | روسیه | لنکسس آرنا، کلن |
| ۱۴ بهمن ۱۳۸۵ ۱۶:۳۰ | گزارش  |       |       | لنکسس آرنا، کلن |
| ۱۴ بهمن ۱۳۸۵ ۱۶:۳۰ |        |       |       | لنکسس آرنا، کلن |

### مقام ۳ ام
| ۱۵ بهمن ۱۳۸۵ ۱۴:۰۰ | فرانسه | ۲۷–۳۴ | دانمارک | لنکسس آرنا، کلن |
| ۱۵ بهمن ۱۳۸۵ ۱۴:۰۰ | گزارش  |       |         | لنکسس آرنا، کلن |
| ۱۵ بهمن ۱۳۸۵ ۱۴:۰۰ |        |       |         | لنکسس آرنا، کلن |

### نهایی
| ۱۵ بهمن ۱۳۸۵ ۱۶:۳۰ | آلمان | ۲۹–۲۴ | لهستان | لنکسس آرنا، کلن |
| ۱۵ بهمن ۱۳۸۵ ۱۶:۳۰ | گزارش |       |        | لنکسس آرنا، کلن |
| ۱۵ بهمن ۱۳۸۵ ۱۶:۳۰ |       |       |        | لنکسس آرنا، کلن |

## آمار

### رده‌بندینهایی
| رتبه | تیم       |
| ---- | --------- |
| 1    | آلمان     |
| 2    | لهستان    |
| 3    | دانمارک   |
| ۴    | فرانسه    |
| ۵    | کرواسی    |
| ۶    | روسیه     |
| ۷    | اسپانیا   |
| ۸    | ایسلند    |
| ۹    | مجارستان  |
| ۱۰   | اسلوونی   |
| ۱۱   | تونس      |
| ۱۲   | جمهوری چک |
| ۱۳   | نروژ      |
| ۱۴   | اوکراین   |
| ۱۵   | کره جنوبی |
| ۱۶   | آرژانتین  |
| ۱۷   | مصر       |
| ۱۸   | کویت      |
| ۱۹   | برزیل     |
| ۲۰   | مراکش     |
| ۲۱   | آنگولا    |
| ۲۲   | گرینلند   |
| ۲۳   | قطر       |
| ۲۴   | استرالیا  |

|  | انتخاب شده برای المپیک تابستانی ۲۰۰۸ |
|  | انتخاب شده برای انتخابی المپیک ۲۰۰۸  |

### تیم منتخب جام
در پایان مسابقات تیم منتخب جام به شرح زیر اعلام شد:
- دروازه بان:  هنینگ فریتز
- بال راست:  ماریوش جوراسیک
- بک راست:  مارسین لیِوسکی
- بک وسط:  میشائیل کراوس
- بک چپ:  نیکولا کاراباتیچ
- بال چپ:  ادوارد کوکشاروف
- خط زن:  میشائیل کنادسن